# Nobutoshi Hikage
Nobutoshi Hikage (jap. 日蔭暢年 Hikage Nobutoshi; * 9. Juli 1956) ist ein japanischer Judoka. Er war 1983 und 1985 Weltmeister.

## Sportliche Karriere
Nobutoshi Hikage trat im Halbmittelgewicht an, der Gewichtsklasse bis 78 Kilogramm. 1981 siegte er bei den Asienmeisterschaften in Jakarta, wo er im Finale den Taiwanesen Ye Hai-Rui bezwang. Ende 1981 besiegte er im Finale des Kano Cups in Tokio seinen Landsmann Hiromitsu Takano. Anfang 1982 folgte ein Sieg beim Tournoi de Paris, dort gewann er das Finale gegen den Franzosen Jean-Pierre Gibert. Ende 1982 besiegte er wie im Vorjahr Hiromitsu Takano im Finale des Kano-Cups. Bei den Weltmeisterschaften 1983 in Moskau bezwang er im Viertelfinale den Franzosen Jean-Michel Berthet und im Halbfinale Schota Chabareli aus der Sowjetunion. Im Finale siegte er gegen den Briten Neil Adams. 
1984 hatte Hikage ein schwächeres Jahr, Hiromitsu Takano siegte bei den Asienmeisterschaften. Bei den Weltmeisterschaften 1985 in Seoul war Nobutoshi Hikage wieder am Start. In seinem ersten Kampf bezwang er Neil Adams, seinen Finalgegner von 1983. Es folgten Siege über den Kanadier Kevin Doherty im Achtelfinale. den Italiener Giorgio Vismara im Viertelfinale und den Polen Waldemar Legień im Halbfinale. Mit seinem Finalerfolg gegen Torsten Bréchôt aus der DDR gewann Hikage seinen zweiten Weltmeistertitel.